# Marsili
El Marsili és un volcà submarí localitzat en el mar Tirrè meridional i pertanyent a l'arc insular Eolià. Es troba a uns 140 km al nord de Sicília i al voltant de 150 km a l'oest de Calàbria. És el volcà de majors dimensions d'Europa.
Ha estat assenyalat com a potencialment perillós, perquè podria produir un tsunami que afectaria les costes tirrenes meridionals.

## Morfologia
Descobert als anys vint del segle xx i batejat en honor del científic italià Luigi Ferdinando Marsili, aquest volcà submarí ha estat estudiat a partir del 2005 en l'àmbit de projectes estratègics del Consiglio Nazionale delle Ricerche (CNR) per mitjà d'un sistema multibeam i de xarxes integrades de monitoratge d'observacions oceàniques. Amb els seus 70 km de longitud i 30 km de llargària (al voltant de 2100 quilòmetres quadrats de superfície) el Marsili representa un dels volcans més extensos d'Europa. El con s'eleva uns 3000 metres per sobre del fons marí, arribant el cim a uns 450 metres per sota de la superfície de la mar Tirrena.

## Conca del Marsili
L'àrea basal constituïda per la conca del Marsili es caracteritza per una base a l'escorça oceànica (o pseudooceànica) amb una grossària crostal al voltant de 10 km, anàloga a l'àrea basal de l'adjacent conca del Vavilov, situada a l'oest del Marsili. La presència d'una escorça subtil és típica del vulcanisme de retro-arc, on predominen les roques toleítiques. Les conques del Marsili i del Vavilov estan dividides per una llinda batimètrica de direcció Nord-Sud i grossària de l'escorça de 15 km, així doncs més elevada. L'embassament del Marsili és al sector oceànic més recent (2 Ma) de la conca del retro-arc de la Mar Tirrena, encara immadura, i la muntanya submarina del Marsili, que n'ocupa la part axial, constitueix l'únic element significatiu, del punt de vista topogràfic, de la plana abissal. Segons la interpretació de l'investigador Marani, el volcà submarí Marsili és un centre d'expansió dilatat de la conca Marsili. A la conca del Marsili, però també del Vavilov, al voltant 80 metros de profunditat, s'hi han trobat grans estrats de dipòsits de coure, ferro, plom, zinc i manganès, que en un pròxim futur podrien ser explotats econòmicament.

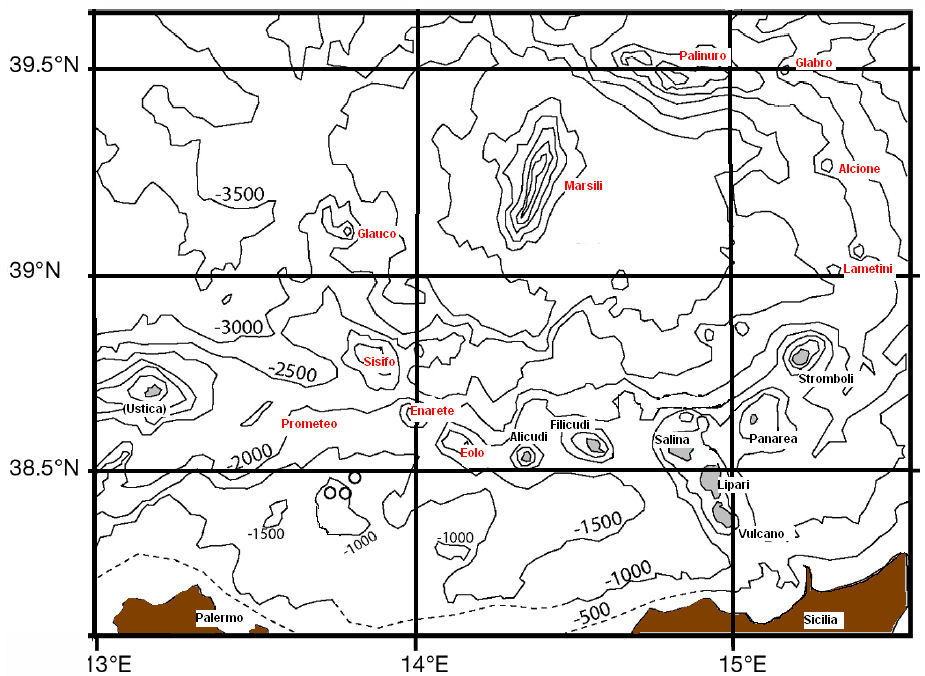
Arc Eolià, amb línies de costa i isòbates de 500 m. Illes Eòlies en gris i nom en lletra de color negre; muntanyes submarines en lletra de color vermell.

## Riscos potencials
Els fenòmens volcànics del mont Marsili són a tota hora actius i sobre els flancs s'hi estan desenvolupant nombroses aparells volcànics satèl·lits. Els magmes del Marsili són semblants per composició a aquells rellevats en l'arc Eolià, l'activitat volcànica dels quals és atribuïda a la subducció de l'antiga crosta Tetidea (subducció Iònica). S'estima que l'edat d'inici de l'activitat volcànica del Marsili sigui inferior a 200.000 anys. S'han trobat rastres de col·lapses de material dels flancs d'alguns dels volcans submarins els quals podrien haver causat tsunamis en les regions costaneres tirrèniques de la Itàlia Meridional.
Tal com el Magnaghi, el Vavilov i el Palinuro, el Marsili es tracta d'un dels volcans submarins més perillosos de la Mar Tirrena. Mostra, com va passar amb el Vavilov, ub risc d'un gran esfondrament en un únic esdeveniment d'una cresta de la muntanyes. A més, sondatges hidrològics fets en aigües profundes indiquen activitat geotèrmica del Marsili juntament amb les de: Enareta, Eolo, Sisifo, la Secca del Capo i altres fonts hidrotermals profundes del Tirrè meridional.
El febrer 2010 el buc oceanogràfic Urania, del CNR, ha començat una campanya d'estudis sobre aquest volcà submarí. S'han avaluat riscos de col·lapses potencialment perillosos que testifiquen una notable inestabilitat. Una regió significativament gran de la cima del Marsili resulta a més estar constituïda de roques de baixa densitat, fortament afeblides de fenòmens d'alteració hidrotermal; fet que faria preveure un esdeveniment de col·lapse de grans dimensions.
El sismòleg Enzo Boschi, ex-president de l'Institut Nacional de Geofísica i Vulcanologia italià (INGV), ha declarat que és un volcà actiu i que podria entrar en erupció en qualsevol moment i que podria provocar un tsunami que afectaria Campània, Calàbria i Sicília.

## Tirreno Meridional 1 i Marsili 1
La zona és subjecte a un permís de recerca per a fluids geotèrmics anomenat Tirreno Meridional 1. En aquest àmbit s'ha presentat un projecte de realització d'un pou geotèrmic exploratori al mar, anomenat Marsili 1, pel qual el 15 maig 2015 la Direcció General per les Avaluacions i els Permisos Ambientals del Ministeri de Medi Ambient i de la Tutela del Territori i del Mar del govern italià n'ha preparat una avaluació d'impacte ambiental.